# Sterilitet
Sterilitet, oförmåga att fortplanta sig. Ordets motsats är fertilitet. 
Sterilitet är också ett stadium av frihet från bakterier och andra mikroorganismer hos ett föremål, rum eller annat objekt. Sterilitet är mycket viktigt inom sjukvården för att förhindra infektion, då det förhindrar att bakterier sprids mellan patienter och omvårdnadspersonal. Inom kirurgi är en mycket hög nivå av sterilitet i operationsrummet absolut nödvändigt, då patientens kropp öppnas och blir mycket känslig för angripande bakterier.
Sterilitet kan uppnås med hjälp av upphettning under högt tryck — se Autoklav — (för föremål såsom kläder och instrument), eller med anti-bakteriella lösningar (t.ex. steriliseringssprit för handhygien och för att rengöra sår).